# Wiktor Miszyn
Wiktor Maksimowicz Miszyn (ros. Виктор Максимович Мишин, ur. 14 maja 1943 w Moskwie, zm. 12 sierpnia 2024) – radziecki działacz partyjny i komsomolski.

## Życiorys
Ukończył Moskiewski Instytut Inżynieryjno-Budowlany, od 1967 członek KPZR, od 1968 funkcjonariusz partyjny w Moskwie. W latach 1978–1982 sekretarz KC Komsomołu, od grudnia 1982 do czerwca 1986 I sekretarz KC Komsomołu, w latach 1986–1990 sekretarz Wszechzwiązkowej Centralnej Rady Związków Zawodowych, w latach 1990–1991 I zastępca zarządzającego sprawami KC KPZR. Od 1986 do 1990 członek KC KPZR, w latach 1992–1996 pracownik i wiceprezydent fundacji „Rieforma”, w latach 1995–1998 przewodniczący Rady Koordynacyjnej Zjednoczenia „Mojo Oteiczestwo”, od 1996 przewodniczący Zarządu Banku Komercyjnego „Krokus-bank”, w latach 1998–2002 sekretarz Rady Politycznej Ruchu „Otieczestwo”. Deputowany do Rady Najwyższej ZSRR 10. i 11. kadencji, w latach 1984–1989 członek Prezydium Rady Najwyższej ZSRR.

## Odznaczenia
- Order Czerwonego Sztandaru Pracy
- Order Przyjaźni Narodów
- Order „Znak Honoru”

I ponad 10 medali.